# Floyd Rose

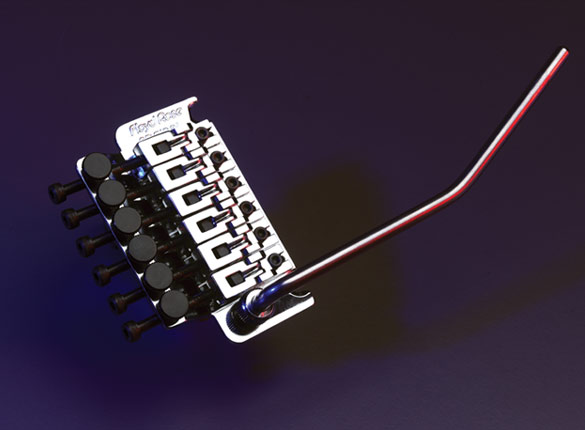
Floyd Rose Original

Il Floyd Rose è un ponte per chitarra elettrica inventato nel 1977 da Floyd D. Rose (chitarrista del gruppo Heavy metal americano Q5) e brevettato nel 1978.

## L'idea di base
Questo sistema è nato per tentare di correggere il difetto di tutti i ponti flottanti preesistenti, come ad esempio quello delle Fender Stratocaster classiche. Tali ponti permettevano l'esecuzione di vibrati con una leva, tuttavia potevano presentarsi problemi di accordatura dovuti al lavoro delle corde sulle meccaniche che non sempre reggevano il cambio di tensione, e non ridistribuivano correttamente la tensione sulla corda, che quindi usciva dall'accordatura ogni qualvolta si usasse la leva. L'idea di base è semplice: escludere gli ancoraggi delle corde dal gruppo di elementi coinvolti nel movimento delle corde durante l'uso della leva. Per fare questo, Rose pensò di bloccare le corde nei due punti di appoggio, cioè al ponte e al capotasto. Il componente che ne deriva è, appunto, il blocca-corde, ovvero non più un normale capotasto ma una basetta di metallo su cui poggiano le corde, le quali vengono poi bloccate da dadi tramite viti a brugola.

## Il sistema Floyd Rose
Il concetto alla base del funzionamento del ponte non differisce in alcun modo da quello del Fender Tremolo, cioè una piastra che bascula tramite l'uso di molle che contrastano la tensione delle corde. Inizialmente le uniche differenze dal Fender Tremolo erano la presenza di due soli perni di basculamento, al posto delle sei viti del Fender, e del sistema di bloccaggio delle corde. Due perni offrono molta meno resistenza e costituiscono un ostacolo inferiore nel gioco di equilibrio tra tensione delle corde e tensione delle molle. Minor resistenze = minori attriti = maggiore precisione nel ritorno al punto zero della piastra, ovvero maggiore stabilità dell'accordatura dopo l'uso della leva. Inoltre, le corde ora non si agganciano più come prima, ma si bloccano tramite viti a brugola, e non si muovono più. Le corde bloccate sul ponte, bloccate sul capotasto, insieme con un drastico calo di resistenze e attriti sui perni di basculamento, garantiscono una perfetta stabilità di accordatura anche sotto un uso estremo e prolungato della leva, semplicemente impensabile prima.
Qualche anno dopo, Rose aggiunge un dettaglio teso ad aumentare la precisione nell'accordatura e dare al chitarrista la possibilità, nel caso servisse, di ritoccare finemente l'accordatura una volta bloccate le corde al capotasto: i Fine Tuners (accordatori di precisione). Sono piccole rotelle poste sul bordo della coda del ponte, le quali, agendo sull'inclinazione della selletta, alterano la tensione della corda.

## Evoluzione del Floyd Rose
Il sistema è talmente perfetto che per almeno 26 anni non ha subito alcuna variazione, né sul disegno, né sui materiali impiegati. L'unica eccezione, che comunque non ha sostituito l'originale né in termini di disegno né in termini di vendite, è la versione a profilo basso, il Floyd Rose Pro, concepito all'inizio degli anni '90, più agevole per il palmo destro del chitarrista. Nel 2003, l'unica operazione di marketing che Rose riuscì a inventarsi, fu quella di poter usare corde appositamente concepite per auto-accordarsi una volta bloccate. Si chiama Floyd Rose SpeedLoader (accordatura veloce), ma il sistema in sé, comunque, rimane concettualmente invariato e insostituito.
Il Floyd Rose divenne subito un'istituzione nell'ambito rock del tempo, permettendo a chitarristi come Kirk Hammett, Eddie Van Halen, Richie Sambora, Brad Gillis e George Lynch, tra i primi promulgatori, di sviluppare un proprio stile, basato in buona parte sull'uso intensivo della leva. Altri grandi sostenitori che hanno sviluppato un uso personale della leva Floyd Rose sono Steve Vai, Joe Satriani e Dimebag Darrell.

## Repliche su Licenza
Da allora, un numero sterminato di aziende del settore iniziò a replicare il sistema, con diversi risultati. Il più sfruttato è sicuramente il sistema TRS101 (da cui il Lo-TRS a profilo basso), usato in tutti i modelli di fascia media di marchi come Ibanez, Yamaha, Aria, Washburn Guitars, Vester, Samick ecc. Tuttavia, tra i "Licensed" (copie sotto licenza), i migliori sono da sempre considerati quelli disegnati da Ibanez, e costruiti da Gotoh, ovvero Edge (1986), Lo-Pro Edge (1990), EdgePro (2003) e EdgeZero (2008). In particolare, l'Edge ha riscosso tanto successo che a tutt'oggi esistono due scuole di pensiero, l'una a favore del Floyd originale, l'altra a favore dell'Edge. Uno dei più grandi fans dell'Edge, insieme a Vai e Satriani, fu lo stesso Floyd Rose, il quale accettò di buon grado di contribuire con Ibanez al disegno del degno successore, il Lo-Pro Edge, versione a profilo basso. Altro ottimo Licensed, più recente, è il Gotoh GE1996, che riprende le identiche misure e forme dell'originale, rendendolo perfetto per eventuali sostituzioni.